# Wenn ein Reisender in einer Winternacht
Wenn ein Reisender in einer Winternacht (ital. Se una notte d’inverno un viaggiatore) ist ein Roman des italienischen Schriftstellers Italo Calvino aus dem Jahr 1979 (deutsch 1983, übersetzt von Burkhart Kroeber).

## Inhalt
„Du schickst dich an, den neuen Roman Wenn ein Reisender in einer Winternacht von Italo Calvino zu lesen. Entspanne dich. Sammle dich. Schieb jeden anderen Gedanken beiseite.“ So beginnt Calvino diesen ebenso originellen wie verwirrenden Roman, dessen Hauptperson der mit „du“ angesprochene Leser selbst ist. Nicht in der dritten oder ersten Person, sondern konsequent in der Du-Form wird geschildert, wie der Leser das Buch in einer großen Buchhandlung kauft, es nach Hause trägt, es erwartungsvoll auspackt, aufschlägt, den Klappentext überfliegt und schließlich, nachdem er die bequemste Lesestellung gefunden und sich die nötige Ruhe verschafft hat („Mach lieber die Tür zu, drüben läuft immer das Fernsehen“), zu lesen beginnt. Und er liest: „Der Roman beginnt auf einem Bahnhof, eine Lokomotive faucht, Kolbendampf zischt über den Anfang des Kapitels, Rauch verhüllt einen Teil des ersten Absatzes.“ So beginnt das erste Kapitel, und als die Rauch- und Nebelschwaden sich langsam verziehen, entwickelt sich aus Andeutungen und knappen Szenen eine immer spannender werdende Geschichte, in der es offenbar um Geheimagenten und einen Koffertausch geht. Doch als es am spannendsten wird, bricht die Geschichte ab.
Der frustrierte Leser muss feststellen, dass sein Exemplar schadhaft ist, es besteht nur aus den immerfort wiederholten ersten 16 Seiten, ein Bindefehler! Empört eilt er am nächsten Tag in die Buchhandlung, wo ihm eröffnet wird, er sei nicht der erste, der sich beschwere, ein Teil der Auflage von Calvinos Reisendem sei leider defekt, durch ein Versehen der Bindeanstalt seien die Druckbogen dieses Romans mit denen einer anderen Neuerscheinung, des polnischen Romans Vor dem Weichbild von Malbork von Tazio Bazakbal durcheinandergeraten. Der Leser stutzt und überlegt: „Dann war also der, den du mit soviel Anteilnahme zu lesen begonnen hattest, gar nicht von Calvino, sondern von einem Polen...“ Er verzichtet auf einen korrekten Calvino und lässt sich stattdessen den Bazakbal geben. „,Wie Sie wünschen', sagt der Buchhändler, ,eben erst war eine Kundin hier, die hatte dasselbe Problem und wollte auch mit dem Polen tauschen.' Er deutet auf eine junge Dame, die noch im Laden vor einem Regal steht. Große, lebhafte Augen, guter, wohlpigmentierter Teint, reichgewelltes, duftiges Haar. So tritt nun, Leser, glücklich die Leserin in dein Gesichtsfeld …“ Der Leser knüpft ein Gespräch mit ihr an, sie tauschen ihre Telefonnummern aus, um sich über die Fortsetzung des Romans zu unterhalten. Beschwingt eilt der Leser nach Hause, um sich an die Lektüre zu machen. „Und gleich auf der ersten Seite entdeckst du, daß der Roman, den du da in Händen hast, nicht das geringste mit dem von gestern zu tun hat.“
So geht es weiter, durch insgesamt zehn Romananfänge. Jedes Mal beginnt eine völlig neue Geschichte, die den Leser fesselt, aber aus den verschiedensten Gründen bricht sie stets an der spannendsten Stelle ab, so dass der Leser sich immer hektischer auf die Suche nach der richtigen Fortsetzung macht. Dabei kommt er zugleich der (Mit-)Leserin immer näher, denn obwohl Ludmilla, wie sie heißt (der Leser bleibt ein namenloses „Du“), ganz andere Lektürevorlieben hat, suchen sie nun gemeinsam nach dem richtigen Buch – und werden natürlich bald ein Liebespaar. Ihre Suche führt sie weit herum in der Welt, sie treffen auf allerlei sonderbare Personen, die stets mit Büchern und Lesen zu tun haben – Lektor, Literaturprofessor mit dito Studenten, Bestsellerautor mit Schreibkrise, am sonderbarsten ein Übersetzer, der zugleich Agent, Intrigant und Fälscher ist und anscheinend das ganze Durcheinander verursacht hat, wenn auch, wie sich am Ende herausstellt, „alles nur aus Liebe zu einer Frau“, nämlich zu Ludmilla, der Leserin. Die Ereignisse überschlagen sich, die Handlung nimmt Züge eines Spionagethrillers an, die Schauplätze sind Paris, New York, Arabien, der afrikanische Busch, der Indische Ozean, ein Alpental in der Schweiz, eine Militärdiktatur in Südamerika und schließlich das Büro des obersten Zensors einer obskuren nordosteuropäischen Volksrepublik, der sich als „feinsinnigster Intellektueller“ seines Landes herausstellt und als wahrer Lesefreak outet: „Auch ich vertiefe mich Abend für Abend in die Lektüre, versinke in ihr…“ 
Am Ende der abenteuerlichen Suche nach dem richtigen Buch, das immer wieder ein anderes ist, sind Leser und Leserin brav verheiratet. Das kurze Schlusskapitel lautet: „Leser und Leserin, nun seid ihr Mann und Frau. Ein großes Ehebett empfängt eure parallelen Lektüren. Ludmilla klappt ihr Buch zu, macht ihr Licht aus, legt ihren Kopf auf das Kissen, sagt: ,Mach du auch aus. Bist du nicht lesemüde?' Und du: ,Einen Moment noch. Ich beende grad Wenn ein Reisender in einer Winternacht von Italo Calvino.'“

## Stil
Stilistisch stellt jeder der zehn Romananfänge, die jeweils 10–15 Seiten lang in diese Rahmenhandlung eingebettet sind, eine Parodie auf oder eher Hommage an eine bestimmte Schreibweise oder Autorengruppe des 20. Jahrhunderts dar – vom Nouveau Roman à la Robbe-Grillet bis zum russischen Revolutionsroman, von Kafka und Borges bis zum Pariser Gangsterkrimi, vom amerikanischen Campusroman bis zum Psychothriller, vom japanischen Erotikroman à la Kawabata bis zum lateinamerikanischen Magischen Realismus und zum Symbolismus eines Andrej Bely.
So gesehen, bilden die zehn Romananfänge eine Art Querschnitt durch die moderne Literatur, ohne sich in jedem Fall einem bestimmten Stil oder Genre eindeutig zuordnen zu lassen. Der gesamte Roman ist daher auch als „Metaroman“ bezeichnet worden: ein Roman über die Lust am Lesen und die Liebe zu Büchern, der selber spürbar von dieser Lust und Liebe durchdrungen ist. Freilich muss man es als Leser aushalten können, durch die jedes Mal an der spannendsten Stelle abbrechenden Geschichten systematisch und lustvoll frustriert zu werden. Wer das nicht kann, legt das Buch genervt aus der Hand.
Calvino stützt sich in diesem Roman stark auf die Literaturtheorien von Roland Barthes und Umberto Eco, die in den 1960er und 1970er Jahren die Rolle des Lesers als Mitschöpfer der Lektüre betonten. In Wenn ein Reisender in einer Winternacht wird der Leser darüber hinaus sogar als Protagonist der Erzählung vorgestellt.

## Stimmen der Kritik
„Hinein ins Vergnügen!“ überschrieb der Kritiker W. Martin Lüdke seine Rezension des Buches im Spiegel Nr. 44, 1983. „Hier werden alle Erwartungen erfüllt, allerdings mit leichter Verzögerung. Hier geht’s rund, ohne Wenn und Aber. Ein richtiger Roman, beziehungsweise, um ehrlich zu bleiben, gleich deren elf. Eine Geschichte folgt aus der anderen, und es wird immer spannender. Das ist was zum Schmökern. Nichts gegen Eco, nur liest der sich dagegen wie das Telephonbuch von Mailand, viel Personal, kaum Handlung. Hier geht es Schlag auf Schlag.“ 
Ähnlich der Kritiker Gerhard Stadelmaier in der Zeit, Nr. 42, 1983: „...die amüsanteste, anrührendste Leseschnitzeljagd seit langem, ein Vergnügen, ganz leicht und unverschwitzt zubereitet, doch die komplizierteste Brechung und Verschachtelung der Puppe-in-der-Puppe glänzend durchsichtig haltend. Leicht ist das geschrieben, so flatterleicht-sinnig, so scheinbar nur aufs Spiel, aufs Verstecken und Zeichenlegen aus, so ständig nur auf der Lustsuche nach dem Zentrum jenes Labyrinths, in dem sich alle Fäden dann vollends unentwirrbar verknäueln, dass weder der Leser im Buch noch der Leser des Lesers im Buch es richtig spürt, wenn unter seinen Augen ein großes, monströses Pamphlet wider die geschriebene, ein tolldreister Traktat für die gelesene Literatur raffinierteste Formen annimmt.“ 
Und Wolfram Schütte in der Frankfurter Rundschau, Weihnachten 1983: „Italo Calvinos Roman – und es ist einer wie nur je ein Roman – kann deshalb sowohl von literaturhistorischen & -wissenschaftlichen Kennern als auch von Leseratten mit gleichem (wenn auch nicht dem selben) Genuß gelesen werden, weil der Autor zwar allerlei Subtilitäten (wo nicht sie gar allesamt) der Romantheorie und Leserhistorie durchspielt, aber der „naive“ Leser, der selbstverständlich so naiv nicht ist, sich zugleich mit allen seinen Verhaltensweisen, Ansprüchen, Wunschhaltungen gleichermaßen angesprochen und herausgefordert sieht und fühlt.“
Anders dagegen Armin Ayren in der Frankfurter Allgemeinen Zeitung vom 3. September 1983: „Calvinos Einfälle sind originell, gelegentlich fast genial, doch läuft der Autor Gefahr, sie zu sehr zu strapazieren und sie dadurch zumindest um einen Teil ihrer Wirkung zu bringen. Der langsam ermüdende Leser begreift, dass das Phantastische sich gegen die Reihung sperrt wie wahrscheinlich gegen jedes allzu modische Bauprinzip. Nicht zufällig wohl hat Borges nie einen Roman geschrieben.“
Noch negativer urteilt Jörg Drews in Lesezeichen, Heft 7, Nov. 1983: „Man kann den Fortgang der Konstruktion des Ganzen nur so lange einigermaßen detailliert und spannend referieren, wie das Buch selbst spannend bleibt. Und das ist es spätestens nach dem dritten Kapitel nicht mehr, oder nur noch stellenweise, der Inhalt wird belanglos, die Konstruktion nur zu klar. [...] Der Haken ist auch hier, daß das, was dem Buch an Gedanken, Reflexionen, Bedeutungen mitgegeben oder dem Leser nahegelegt wird, schnell offenkundig und widerstandslos ablesbar ist.“

## Ausgaben
- Italo Calvino: Se una notte d’inverno un viaggiatore. Einaudi, Turin 1979; Nachdruck Mondadori, Mailand 1995, ISBN 88-04-39029-8.
- Italo Calvino: Wenn ein Reisender in einer Winternacht. Übersetzt von Burkhart Kroeber. Hanser, München 1983, ISBN 3-446-13300-3. 
  - dasselbe als Taschenbuch: dtv, München 1986 ff., ISBN 3-423-10516-X; Fischer Taschenbuch, Frankfurt am Main 2012, ISBN 978-3-596-90442-6 (= Fischer Klassik).

## Sonstiges
- 2004 wurde Wenn ein Reisender in einer Winternacht in Köln zum Buch für die Stadt.
- 2009 hat die britische Zeitung The Telegraph die englische Ausgabe If On A Winter’s Night A Traveler in die Liste der 100 Bücher, die jeder lesen sollte aufgenommen und als „vergnügliches postmodernes Puzzle“ charakterisiert.
- Ebenfalls 2009 hat der Rockmusiker Sting sein neues Album If On A Winter's Night... nach dem Buch von Calvino genannt.[2]